# Bovenmolen E
Bovenmolen E is een omstreeks 1633 gebouwde poldermolen, die later is voorzien van een vijzel, in het Noord-Hollandse dorp Schermerhorn. De molen is een rietgedekte achtkantige molen van het type grondzeiler met een oudhollands wiekenkruis. De kap van de molen is voorzien van een kruiwerk met houten rollen, dat van binnen gekruid wordt. De molen is, zoals meer Noord-Hollandse poldermolens, een binnenkruier. Bovenmolen E is voorzien van een vaste stutvang.
Oorspronkelijk was de molen de bovenmolen van een reeks van zes schepradmolens die in drie trappen de binnenboezem van de Schermer afmaalde op de Schermerboezem. In 1850 werd dit veranderd in een tweehoog malende gang van vijzelmolens, die tot 1926 in bedrijf was. In 1968/1969 en in 1993 is de molen gerestaureerd. Bovenmolen E staat naast Ondermolen D en Ondermolen C aan de Noordervaart in Schermerhorn. De molen is niet te bezoeken. Bovenmolen E is samen met de andere schermer molens eigendom van Stichting De Schermer Molens.
Bemaling:
Poldermolen D ·
Poldermolen E ·
Poldermolen K ·
Poldermolen M ·
Poldermolen O ·
Ondermolen C ·
Ondermolen D ·
Ondermolen K ·
Ondermolen O ·
Bovenmolen E ·
Bovenmolen G

Overig:
De Otter ·
Tjasker Zuidschermer ·
Schermer Molens Stichting